# 鹿児島南郵便局
鹿児島南郵便局（かごしまみなみゆうびんきょく）は、鹿児島県鹿児島市谷山中央二丁目にある郵便局。民営化前の分類では集配普通郵便局であった。

## 概要
住所：〒891-0199 鹿児島県鹿児島市谷山中央2-4519-1

### 作業所
- 星ヶ峯団地郵便作業室 - 住所：〒891-0102 鹿児島県鹿児島市星ヶ峯4-5-1
- 皇徳寺団地郵便作業室 - 住所：〒891-0103 鹿児島県鹿児島市皇徳寺台5-33-11

## 沿革
- 1873年（明治6年）3月1日 - 谷山郵便取扱所として開設[1]。
- 1875年（明治8年）1月1日 - 谷山郵便局（五等）となる。
- 1885年（明治18年）10月1日 - 貯金取扱を開始。
- 1891年（明治24年）3月1日 - 為替取扱を開始。
- 1895年（明治28年）3月21日 - 谷山郵便電信局となる。
- 1903年（明治36年）4月1日 - 通信官署官制の施行に伴い谷山郵便局となる。
- 1957年（昭和32年）12月1日 - 特定郵便局から普通郵便局へ局種別改定[2]。
- 1967年（昭和42年）3月26日 - 電話交換、和文電報配達、欧文電報受付・配達および国際電報受付・配達の各業務を谷山電報電話局に移管。
- 1968年（昭和43年）5月27日 - 鹿児島南郵便局に改称。
- 1998年（平成10年）9月1日 - 外国通貨の両替および旅行小切手の売買に関する業務取扱を開始。
- 2007年（平成19年）10月1日 - 民営化に伴い、併設された郵便事業鹿児島南支店に一部業務を移管。
- 2012年（平成24年）10月1日 - 日本郵便株式会社発足に伴い、郵便事業鹿児島南支店を鹿児島南郵便局に統合。

## 取扱内容
- 郵便、印紙、ゆうパック、内容証明
- 貯金、為替、振替、振込、国際送金、国債、投資信託
- 生命保険、バイク自賠責保険、変額年金保険、がん保険、引受条件緩和型医療保険
- 地方公共団体事務（鹿児島市電車バス回数券、かごしま共通乗車カード「RapiCa」の販売）
- ゆうちょ銀行ATM
- 「891-01xx」区域（鹿児島市の一部（旧谷山市地域））の集配業務
- ゆうゆう窓口

## 周辺
- 鹿児島市役所谷山支所
- 谷山サザンホール

## アクセス
- JR指宿枕崎線 谷山駅より徒歩約8分
- 鹿児島市電 谷山電停より徒歩約15分
- 鹿児島市営バス 谷山支所通停留所下車
- 指宿スカイライン 谷山ICから東へ約3.5km
- 国道225号沿い
- 駐車場あり：40台